# Florian Seitz (Geodät)
Florian Seitz (* 1976) ist ein deutscher Geodät und Geophysiker. Er ist Universitätsprofessor für Geodätische Geodynamik und Direktor des Deutschen Geodätischen Forschungsinstituts (DGFI-TUM) der Technischen Universität München.

## Leben
Seitz studierte von 1995 bis 2000 an der TU München Geodäsie, anschließend war er bis 2007 wissenschaftlicher Mitarbeiter am Deutschen Geodätischen Forschungsinstitut. Währenddessen promovierte er 2004 an seiner Alma Mater mit einer Arbeit über „Atmosphärische und ozeanische Einflüsse auf die Rotation der Erde“ zum Dr.-Ing. Im Jahr 2006 forschte er für drei Monate am Jet Propulsion Laboratory der NASA in Pasadena (Kalifornien), und im Folgejahr wurde er auf die Juniorprofessur für das Fachgebiet „Earth Oriented Space Research“ an der TU München berufen. Seitz habilitierte sich 2011. Im Jahr 2012 wurde er auf den neugegründeten Lehrstuhl für Geodätische Geodynamik berufen und zugleich Direktor des DGFI-TUM.
Florian Seitz ist seit 2012 Mitglied der Deutschen Geodätischen Kommission und Mitglied im Vorstand der Forschungsgruppe Satellitengeodäsie. Im Jahr 2018 wurde er Präsident der Kommission für Erdrotation der Internationalen Astronomischen Union.
Seine Arbeitsschwerpunkte sind die Satellitengeodäsie sowie die Erforschung von dynamischen Prozessen und Wechselwirkungen im System Erde.

## Schriften (Auswahl)
- 2004: Atmosphärische und ozeanische Einflüsse auf die Rotation der Erde. Numerische Untersuchungen mit einem dynamischen Erdsystemmodell. C.H. Beck, München, ISBN 978-3-7696-5017-4 (Dissertation).
- 2021: Mission Erde – Geodynamik und Klimawandel im Visier der Satellitengeodäsie. Zusammen mit Detlef Angermann, Roland Pail und Urs Hugentobler. Springer, Berlin, ISBN 978-3-662-62337-4.